# Marokko op de Olympische Zomerspelen 2004
Marokko nam deel aan de Olympische Zomerspelen 2004 in Athene, Griekenland. Voor het eerst sinds 1992 werd weer een gouden medaille gewonnen.

## Medailleoverzicht
| Sport    | Olympiër           | Discipline | Medaille |
| -------- | ------------------ | ---------- | -------- |
| Atletiek | Hicham El Guerrouj | 1500m (m)  | Goud     |
| Atletiek | Hicham El Guerrouj | 5000m (m)  | Goud     |
| Atletiek | Hasna Benhassi     | 800m (v)   | Zilver   |

## Deelnemers en resultaten
(m) = mannen, (v) = vrouwen 

### Atletiek
| Olympiër           | Onderdeel              | Resultaat | Prestatie                                                                            |
| ------------------ | ---------------------- | --------- | ------------------------------------------------------------------------------------ |
| Mouhssin Chehibi   | 800m (m)               | 4e        | serie 9: 2de in 1.46,77 halve finale 2: 3de in 1.44,62 finale: 4de in 1.45,16        |
| Amine Laalou       | 800m (m)               | 19e       | serie 6: 1ste in 1.45,88 halve finale 1: 7de in 1.47,53                              |
| Youssef Baba       | 1500m (m)              | 20e       | serie 3: 7de in 3.38,71 halve finale 2: 10de in 3.42,96                              |
| Hicham El Guerrouj | 1500m (m)              | Goud      | serie 1: 1ste in 3.37,68 halve finale 2: 1ste in 3.40,87 finale: 1ste in 3.34,19     |
| Adil Kaouch        | 1500m (m)              | 9e        | serie 2: 4de in 3.39,88 halve finale 1: 1ste in 3.35,69 finale: 9de in 3.38,26       |
| Hicham Bellani     | 5000m (m)              | 9e        | serie 1: 6de in 13.22,64 finale: 9de in 13.31,81                                     |
| Hicham El Guerrouj | 5000m (m)              | Goud      | serie 1: 3de in 13.21,87 finale: 1ste in 13.14,39                                    |
| Abderrahim Goumri  | 5000m (m)              | 13e       | serie 2: 5de in 13.20,03 finale: 13de in 13.47,27                                    |
| Mohammed Amyne     | 10000m (m)             | 18e       | 28.55,96                                                                             |
| Abdelatif Chemlal  | 3000m steeplechase (m) | 25e       | serie 2: 9de in 8.29,36                                                              |
| Ali Ezzine         | 3000m steeplechase (m) | 8e        | serie 1: 5de in 8.20,18 finale: 8ste in 8.15,58                                      |
| Zouhair Ouerdi     | 3000m steeplechase (m) | 21e       | serie 3: 4de in 8.27,55                                                              |
| Khalid El Boumlili | marathon (m)           | DNF       | niet gefinisht                                                                       |
| Rachid Ghanmouni   | marathon (m)           | DNF       | niet gefinisht                                                                       |
| Jaouad Gharib      | marathon (m)           | 11e       | 2:15.12                                                                              |
| Yahya Berrabah     | verspringen (m)        | 30e       | kwalificatie groep A: 17de met 7,62m                                                 |
| Tarik Bouguetaïb   | verspringen (m)        | 24e       | kwalificatie groep B: 13de met 7,79m                                                 |
|                    |                        |           |                                                                                      |
| Amina Aït Hammou   | 800m (v)               | 17e       | serie 4: 2de in 2.03,70 halve finale 1: 7de in 2.00,66                               |
| Seltana Aït Hammou | 800m (v)               | 16e       | serie 6: 2de in 2.03,95 halve finale 3: 6de in 2.00,64                               |
| Hasna Benhassi     | 800m (v)               | 13e       | serie 1: 1ste in 2.01,20 halve finale 2: 1ste in 1.58,59 finale: 2de in 1.56,43 (NR) |
| Hasna Benhassi     | 1500m (v)              | 12e       | serie 2: 5de in 4.05,98 halve finale 1: 5de in 4.07,39 finale: 12de in 4.12,90       |
| Bouchra Ghezielle  | 1500m (v)              | DNS       | serie 1: niet gestart                                                                |
| Nezha Bidouane     | 400m horden (v)        | 18e       | serie 3: 3de in 55,69                                                                |
| Hafida Izem        | marathon (v)           | 27e       | 2:40.46                                                                              |
| Kenza Wahbi        | marathon (v)           | 30e       | 2:41.36                                                                              |

### Boksen
| Olympiër           | Onderdeel   | Resultaat | Prestatie                                                                    |
| ------------------ | ----------- | --------- | ---------------------------------------------------------------------------- |
| Redouane Bouchtouk | -48kg (m)   | 17e       | 1ste ronde: V van COL Tamara: 25-48                                          |
| Hicham Mesbahi     | -51kg (m)   | 9e        | 1ste ronde: W van BOT Luza: 25-20 2de ronde: V van POL Rżany: 20-33          |
| Hamid Ait Bighrade | -54kg (m)   | 17e       | 1ste ronde: V van IND Prasad: 17-25                                          |
| Tahar Tamsamani    | -60kg (m)   | 17e       | 1ste ronde: V van UGA Rkundo: 22-30                                          |
| Nafil Hicham       | -63,5kg (m) | 9e        | 1ste ronde: W van DOM Mosquea: 42-40 2de ronde: V van KAZ Karimzhanov: 13-33 |
| Ait Hammi Miloud   | -67kg (m)   | 17e       | 1ste ronde: V van RUS Saitov: 15-30                                          |
| Rachid El Haddak   | -91kg (m)   | 9e        | 1ste ronde: vrij 2de ronde: V van USA Vargas: scheidsrechterlijke beslissing |

### Gewichtheffen
| Olympiër      | Onderdeel | Resultaat | Prestatie                                                   |
| ------------- | --------- | --------- | ----------------------------------------------------------- |
| Yacine Zouaki | -62kg (m) | 15e       | trekken: 18de met 95kg stoten: 16de met 130kg totaal: 225kg |

### Judo
| Olympiër      | Onderdeel | Resultaat | Prestatie |
| ------------- | --------- | --------- | --- |
| Younes Ahamdi | -60kg (m) | 21e       | 1ste ronde: vrij 2de ronde: V van RUS Stanev: ippon                                                                       |
| Adil Belgaid  | -81kg (m) | 9e        | 1ste ronde: V van UKR Gontyuk: ippon herkansingen: W van IRI Chahkandagh: yuko herkansingen 2: V van GER Wanner: waza-ari |

### Schermen
| Olympiër    | Onderdeel | Resultaat | Prestatie                             |
| ----------- | --------- | --------- | ------------------------------------- |
| Aissam Rami | degen (m) | 36e       | 1ste ronde: V van RUS Kochetkov: 6-15 |

### Taekwondo
| Olympiër             | Onderdeel | Resultaat | Prestatie |
| -------------------- | --------- | --------- | --- |
| Abdelkader Zrouri    | +80kg (m) | 5e        | voorronde: W van VEN Noguera: 8-5 kwartfinale: V van GRE Nikolaidis: 2-5 herkansingen: W van COL Rojas: 6-2 herkansingen 2: V van FRA Gentil: 1-3 |
|                      |           |           | |
| Mouna Benabderassoul | -67kg (v) | 9e        | voorronde: W van TUN Nahdi: 6-2 kwartfinale: V van PUR Díaz: 4-4                                                                                  |
| Mounia Bourguigue    | +67kg (v) | 11e       | voorronde: V van ITA Castrignano: 4-6 |

### Tennis
| Olympiër                       | Onderdeel      | Resultaat | Prestatie                                      |
| ------------------------------ | -------------- | --------- | ---------------------------------------------- |
| Hicham Arazi                   | enkelspel (m)  | 33e       | 1ste ronde: V van ESP Ferrero: 3-6, 1-6        |
| Younes El Aynaoui              | enkelspel (m)  | 33e       | 1ste ronde: V van SVK Hrbatý: 3-6, 4-6         |
| Hicham Arazi Younes El Aynaoui | dubbelspel (m) | 17e       | 1ste ronde: V van BLR Mirnyi/Voltchkov: opgave |

### Voetbal
| Olympiër | Onderdeel | Resultaat | Prestatie                                                              |
| --- | --------- | --------- | ---------------------------------------------------------------------- |
| Nadir Lamyaghri Omar Charef Moncef Zerka Jamal Alioui Badr El Kaddouri Oussama Souaidy Elamine Erbate Tajeddine Sami Otmane El Assas Salaheddine Aqqal Merouane Zemmama Yazid Kaissi Azzeddine Ourahou Farid Talhaoui Bouabid Bouden Mehdi Taouil Bouchaib El Moubarki Mustapha Allaoui | mannen    | 10e       | groep D: 3de G van Costa Rica: 0-0 V van Portugal: 1-2 W van Irak: 2-1 |

| Groep D |            |             |             |             |             |            |            |            |        |
| #       | Land       | Wedstrijden | Wedstrijden | Wedstrijden | Wedstrijden | Doelpunten | Doelpunten | Doelpunten | Punten |
| #       | Land       | G           | W           | G           | V           | V          | T          | Saldo      | Punten |
| 1       | Irak       | 3           | 2           | 0           | 1           | 7          | 4          | +3         | 6      |
| 2       | Costa Rica | 3           | 1           | 1           | 1           | 4          | 4          | 0          | 4      |
| 3       | Marokko    | 3           | 1           | 1           | 1           | 3          | 3          | 0          | 4      |
| 4       | Portugal   | 3           | 1           | 0           | 2           | 6          | 9          | -3         | 3      |

| Ronde       | Datum     | Plaats     | Land | Score    | Land |
| ----------- | --------- | ---------- | ---- | -------- | ---- |
| Groepsfase  |           |            |      |          |      |
| 12 augustus | Hiraklion | Costa Rica | 0-0  | Marokko  |      |
| 15 augustus | Hiraklion | Marokko    | 1-2  | Portugal |      |
| 18 augustus | Patras    | Marokko    | 2-1  | Irak     |      |

### Zwemmen
| Olympiër    | Onderdeel           | Resultaat | Prestatie               |
| ----------- | ------------------- | --------- | ----------------------- |
| Adil Bellaz | 200m vrije slag (m) | 53e       | serie 2: 6de in 1.55,79 |

Afghanistan · Albanië · Algerije · Amerikaanse Maagdeneilanden · Amerikaans-Samoa · Andorra · Angola · Antigua en Barbuda · Argentinië · Armenië · Aruba · Australië · Azerbeidzjan · Bahama's · Bahrein · Bangladesh · Barbados · België · Belize · Benin · Bermuda · Bhutan · Bolivia · Bosnië en Herzegovina · Botswana · Brazilië · Britse Maagdeneilanden · Brunei · Bulgarije · Burkina Faso · Burundi · Cambodja · Canada · Centraal-Afrikaanse Republiek · Chili · China · Chinees Taipei · Colombia · Comoren · Congo-Brazzaville · Congo-Kinshasa · Cookeilanden · Costa Rica · Cuba · Cyprus · Denemarken · Djibouti · Dominica · Dominicaanse Republiek · Duitsland · Ecuador · Egypte · El Salvador · Equatoriaal-Guinea · Eritrea · Estland · Ethiopië · Fiji · Filipijnen · Finland · Frankrijk · Gabon · Gambia · Georgië · Ghana · Grenada · Griekenland · Groot-Brittannië · Guam · Guatemala · Guinee · Guinee‑Bissau · Guyana · Haïti · Honduras · Hongarije · Hongkong · Ierland · IJsland · India · Indonesië · Irak · Iran · Israël · Italië · Ivoorkust · Jamaica · Japan · Jemen · Jordanië · Kaaimaneilanden · Kaapverdië · Kameroen · Kazachstan · Kenia · Kirgizië · Kiribati · Koeweit · Kroatië · Laos · Lesotho · Letland · Libanon · Liberia · Libië · Liechtenstein · Litouwen · Luxemburg · Macedonië · Madagaskar · Malawi · Malediven · Maleisië · Mali · Malta · Marokko · Mauritanië · Mauritius · Mexico · Micronesië · Moldavië · Monaco · Mongolië · Mozambique · Myanmar · Namibië · Nauru · Nederland · Nederlandse Antillen · Nepal · Nicaragua · Nieuw-Zeeland · Niger · Nigeria · Noord-Korea · Noorwegen · Oeganda · Oekraïne · Oezbekistan · Oman · Oostenrijk · Oost‑Timor · Pakistan · Palau · Palestina · Panama · Papoea-Nieuw-Guinea · Paraguay · Peru · Polen · Portugal · Puerto Rico · Qatar · Roemenië · Rusland · Rwanda · Saint Kitts en Nevis · Saint Lucia · Saint Vincent en Grenadines · Salomonseilanden · Samoa · San Marino · Sao Tomé en Principe · Saoedi-Arabië · Senegal · Servië en Montenegro · Seychellen · Sierra Leone · Singapore · Slovenië · Slowakije · Soedan · Somalië · Spanje · Sri Lanka · Suriname · Swaziland · Syrië · Tadzjikistan · Tanzania · Thailand · Togo · Tonga · Trinidad en Tobago · Tsjaad · Tsjechië · Tunesië · Turkije · Turkmenistan · Uruguay · Vanuatu · Venezuela · Verenigde Arabische Emiraten · Verenigde Staten · Vietnam · Wit-Rusland · Zambia · Zimbabwe · Zuid-Afrika · Zuid-Korea · Zweden · Zwitserland